# Lille Kongensgade (København)
 For alternative betydninger, se Lille Kongensgade. (Se også artikler, som begynder med Lille Kongensgade)
Lille Kongensgade er en gade i Indre By i København, der løber parallelt med Østergade fra Nikolaj Plads i vest til Kongens Nytorv i øst. Gaden er en af Københavns ældste gader og anlagt i 1500-tallet. Dens nordside består fortsat af en række ældre huse, hvoraf en del er baghuse til ejendommene i Østergade, mens dens sydside i dag optages af stormagasinet Magasin du Nord.

## Navn
Gaden hed oprindelig blot Kongensgade. Efter anlæggelsen af bydelen Ny-København i 1600-tallet, kaldte man en af gaderne i den nye bydel for Ny Kongensgade. Navnet blev senere ændret til Store Kongensgade, og den gamle Kongensgade fik derefter navnet Lille Kongensgade. Navnet Ny Kongensgade blev senere anvendt for en gaderne i bydelen Frederiksholm, der blev anlagt omkring 1670.

## Historie
Gaden opstod i slutningen af middelalderen, da rentemester Anders Glob på vegne af Christian 2. og Frederik 1. udlagde en række grunde nord for Kong Hans' Vingård i den nuværende Vingårdstræde. På grundene blev der opført en række boder (små huse til udlejning), kaldet Kongens lange boder, som embedsboliger for en række af kongens ansatte, primært skippere og tømrere. Gaden ud for disse boder blev derfor kaldt Kongensgade. Gadens sydlige husrække bestod helt op til 1920'erne af gamle 3- og 4-fags huse opført på en række smalle, ensartede grunde, der var en sidste rest af Kongens boder.
I nr. 33 lå en renæssancegård i bindingsværk opført i 1606. I 1665 blev den overtaget af Københavns Skipperlav og var herefter kendt som Skippernes Lavshus. Gården havde en stor og dyb grund med en vidtforgrenet gård, der bagud var forbundet med Smedens Gang, der førte ud til Vingårdstræde. Lavshuset blev nedrevet i 1881/82.
Fra starten af 1900-tallet begyndte det voksende stormagasin Magasin du Nord, der havde hovedbygning på Kongens Nytorv, imidlertid at vokse bagud og erhverve grundene langs Lille Kongensgade sydside for at kunne udvide stormagasinet. Først blev bygningerne i Lille Kongensgade 3-11 opkøbt og nedrevet omkring 1910 og erstattet af en stor salgsbygning, som blev indviet i 1914. I 1931 erhvervede Magasin resten af grundene langs Lille Kongensgade sydside frem til den nyanlagte gade Bremerholm. Husene, hvoraf de fire ældste i nr. 23-29 var opført i begyndelsen af 1600-tallet, blev nedrevet, og i stedet blev der i første omgang opført en lav salgshal i én etage. Kombineret med anlæggelsen af Magasins Torv fik Magasin hermed en ny indgang, der var synlig fra fra Strøget. I 1959 blev den lave salgshal fra 1932 forhøjet til tre etager, og i 1964 blev den yderlige forhøjet til fem etager. For at give trafikken bedre plads i Lille Kongensgade blev hele Magasins facade på gadens sydside anlagt som en arkade med et overdækket fortov.
Gadens nordside tæller fortsat en række ældre huse fra 1700-tallet, hvoraf en del er baghuse til ejendommene i Østergade. Bygningerne i nr. 6, 16 (Karel van Manders Gård) og 34 er fredede. Nr. 16 husede fra 1979 til slutningen af 1990'erne natklubben Annabels.